# Kamienica przy ulicy Nowowiejskiej 35 w Krakowie
Kamienica przy ulicy Nowowiejskiej 35 – zabytkowa kamienica znajdująca się w Krakowie, w dzielnicy V przy ulicy Nowowiejskiej, na Nowej Wsi.
Kamienica została wzniesiony w 1937 roku według projektu architekta Emila Alweila.
Budynek znajduje się w gminnej ewidencji zabytków.